# Cerekli, Ondokuzmayıs
Cerekli là một xã thuộc huyện Ondokuzmayıs, tỉnh Samsun, Thổ Nhĩ Kỳ. Dân số thời điểm năm 2010 là 161 người.